# 32734 Kryukov
32734 Kryukov eller 1978 RM är en asteroid i huvudbältet som upptäcktes den 1 september 1978 av den rysk-sovjetiske astronomen Nikolaj Tjernych vid Krims astrofysiska observatorium på Krim. Den har fått sitt namn efter elektroingenjören Vladimir Krjukov (född 1965).
Asteroiden har en diameter på ungefär tio kilometer och den tillhör asteroidgruppen Themis.